# مطار غبنكو
مطار غبنكو (إيكاو: GUGO) هو مهبط طائرات يخدم بنانكورو في غينيا. يقع علي بعد 4 ميل (6.4 كـم) شمال بانانكورو قرب قرية غبنكو.

## روابط خارجية
- خريطة الشارع المفتوح - مطار غبنكو
- مطاراتنا - مطار غبنكو
- تاريخ الحوادث لـ (Gbenko Airport) على شبكة سلامة الطيران.
- مطار غبنكو
- جوجل إيرث